# Бирори
Бирори (итал. Birori) је насеље у Италији у округу Нуоро, региону Сардинија.
Према процени из 2011. у насељу је живело 551 становника. Насеље се налази на надморској висини од 473 м.

## Становништво
| 1931. | 1936. | 1951. | 1961. | 1971. | 1981. | 1991. | 2001. | 2011. |
| ----- | ----- | ----- | ----- | ----- | ----- | ----- | ----- | ----- |
| 489   | 463   | 498   | 479   | 401   | 392   | 557   | 591   | 561   |